# Шахматовка
Ша́хматовка (рос. Шахматовка) — село у складі Бузулуцького району Оренбурзької області, Росія.

## Населення
Населення — 647 осіб (2010; 615 у 2002).
Національний склад (станом на 2002 рік):
- росіяни — 79 %